# Annamanum plagiatum
Annamanum plagiatum är en skalbaggsart som först beskrevs av Aurivillius 1913.  Annamanum plagiatum ingår i släktet Annamanum och familjen långhorningar. Inga underarter finns listade i Catalogue of Life.